# Briggsia kurzii
Briggsia kurzii är en tvåhjärtbladig växtart som först beskrevs av Charles Baron Clarke, och fick sitt nu gällande namn av William Edgar Evans. Briggsia kurzii ingår i släktet Briggsia och familjen Gesneriaceae. Inga underarter finns listade i Catalogue of Life.